# Lironcourt
Lironcourt é uma comuna francesa na região administrativa de Grande Leste, no departamento de Vosges. Estende-se por uma área de 4,84 km². Em 2010 a comuna tinha 70 habitantes (densidade: 14,5 hab./km²).